# Notger Slenczka
Notger Slenczka (* 4. Februar 1960 in Heidelberg) ist ein deutscher evangelischer Theologe.

## Leben
Notger Slenczka – Sohn des Theologen Reinhard Slenczka – studierte nach seiner Schulzeit in Bern und Heidelberg und dem Abitur im Jahr 1978 Evangelische Theologie in Tübingen, München und Göttingen. Dort legte er 1986 das erste kirchliche Examen ab. 1989 wurde er an der Theologischen Fakultät der Universität Göttingen promoviert und war dort von 1991 bis 1997 als wissenschaftlicher Mitarbeiter tätig. Nach dem zweiten kirchlichen Examen 1992 erfolgten 1996 die Ordination und 1997 die Habilitation. Nach Lehrstuhlvertretungen in Mainz und Gießen wurde Slenczka 1999 auf den Lehrstuhl für Systematische Theologie der Universität Mainz berufen. 2006 nahm er einen Ruf an die Humboldt-Universität zu Berlin an.

## Die Kirche und das Alte Testament (2015)
Öffentliches Aufsehen erregte 2015 (zwei Jahre nach der Veröffentlichung) sein Aufsatz Die Kirche und das Alte Testament, in dem er die Bedeutung des Alten Testaments für die evangelische Kirche und die in ihr gelebte Frömmigkeit (Kanonizität des Alten Testaments) in Frage stellte. Er wollte das Alte Testament für Christen als apokryph verstanden wissen, wie dies bereits Friedrich Schleiermacher und Adolf von Harnack vor ihm getan hatten. Denn das Alte Testament sei primär die Schrift des Volkes Israel. Seinen von manchen Kollegen als provozierend empfundenen Beitrag hatte Slenczka programmatisch mit dem Satz eröffnet: „,Provocare‘ heißt: herausrufen.“ Der Deutsche Koordinierungsrat der Gesellschaften für Christlich-Jüdische Zusammenarbeit und weitere deutsche Theologen lehnten Slenczkas Position ab und werteten sie als „Skandal“ und antijudaistisch. Martin Weyer-Menkhoff begründete im deutschen Pfarrerblatt 10/2015 eine differenziertere und vermittelnde Position im theologischen Streit.

## Privates
Notger Slenczka ist verheiratet mit Ruth Slenczka, geb. von Campenhausen. Der Ehe entstammen vier Kinder.

## Veröffentlichungen (Auswahl)
- Realpräsenz und Ontologie. Untersuchung der ontologischen Grundlagen der Transsignifikationslehre (= Forschungen zur systematischen und ökumenischen Theologie. Bd. 66). Göttingen 1993.
- gemeinsam mit Jörg Baur: Hat die Kirche das Evangelium verfälscht? Zum Buch von Jutta Voss: Das Schwarzmondtabu. Das Theologische Gutachten im Lehrverfahren. Calwer Verlag, Stuttgart 1994, ISBN 3-7668-3280-8.
- Der Glaube und sein Grund. F. H. R. von Frank, seine Auseinandersetzung mit A. Ritschl und die Fortführung seines Programms durch L. Ihmels (= Studien zur Erlanger Theologie. Bd. 1; = Forschungen zur systematischen und ökumenischen Theologie. Bd. 85). Göttingen 1998 [Habilitationsschrift, erster Teil].
- Selbstkonstitution und Gotteserfahrung. W. Elerts Deutung der neuzeitlichen Subjektivität (= Studien zur Erlanger Theologie. Bd. 2; = Forschungen zur systematischen und ökumenischen Theologie. Bd. 86). Göttingen 1999 [Habilitationsschrift, zweiter Teil].
- Die Kirche und das Alte Testament. In: Elisabeth Gräb-Schmidt und Reiner Preul (Hg.): Das Alte Testament in der Theologie (= Marburger Jahrbuch Theologie. Jg. 25; = Marburger Theologische Studien. Bd. 119). Evangelische Verlagsanstalt, Leipzig 2013, ISBN 978-3-374-03628-8, S. 83–119.